# Домусновас
Домусно̀вас (на италиански: Domusnovas; на сардински: Domusnòas, Домусноас) е градче и община в Южна Италия, провинция Южна Сардиния, автономен регион и остров Сардиния. Разположено е на 152 m надморска височина. Населението на общината е 6445 души (към 2010 г.).